# Süttenbach
Die Ortschaft Süttenbach mit etwa 80 Einwohnern ist ein Ortsteil der Gemeinde Lindlar, Oberbergischen Kreis im Regierungsbezirk Köln in Nordrhein-Westfalen (Deutschland). 

## Lage und Beschreibung
Süttenbach liegt nördlich von Lindlar zwischen Mittelsteinbach und Untersülze an der Landesstraße 129. Durch den Ort fließt ein Zufluss der Lindlarer Sülz.

## Geschichte
Die erste urkundliche Erwähnung fällt auf das Jahr 1413. In der Urkunde wird Süttenbach als Suppelbech bezeichnet. Der Name des Ortes lässt sich aus seiner Nähe zu einem Fließgewässer erschließen, „supp“ ist ein Sumpf, folglich deutet die Erstbezeichnung Suppelbech auf ein sumpfiges Gebiet hin.
Im Mittelalter gehörte der Ort zur Honschaft Breidenbach im Kirchspiel Lindlar. 
Im Jahre 1830 hatte Süttenbach 60 Einwohner.

## Sehenswürdigkeiten
- Fußfall von 1621. Er stellt die Kreuzigungsgruppe in einem Sandsteinrelief dar. Die verwitterte Inschrift soll gelautet haben: „ERICHT V(ON) ANTON VND O.PITER SPICHER VND LEZTEN SEINE EHEFRAV VRSELA SPICHERS GEBOREN HADKOPS 1621“.
- Wegekreuz von 1776

## Busverbindungen
Nächste Haltestelle Untersülze:
- 335 Frielingsdorf - Hartegasse / Fenke - Lindlar - Linde - Biesfeld - Dürscheid - Herkenrath - Sand - Bergisch Gladbach (S) (OVAG)